# PKA (pensionsselskab)
 For alternative betydninger, se PKA. (Se også artikler, som begynder med PKA)
PKA (fork. for Pensionskassernes Administration) er et af de største danske pensionsselskaber med en formue på 350 milliarder kroner. PKA har hovedkontor i Tuborg Havn i Gentofte Kommune.
PKA A/S tilbyder pension til alle indenfor social- og sundhedsområdet. PKA administrerer arbejdsmarkedspensionsordninger for 335.000 medlemmer i fire pensionskasser med 13 forskellige faggrupper:
- Pensionskassen for Sygeplejersker og Lægesekretærer
- Pensionskassen for Sundhedsfaglige
- Pensionskassen for Socialrådgivere, Socialpædagoger og Kontorpersonale
- Pensionskassen for Farmakonomer

PKA startede i 1954 med Pensionskassen for Fysioterapeuter.

## Forretningsførere/Administrerende direktører
- 1954-1974 Poul Andersen-Rosendal
- 1974-1982 Knud Kousgaard Nielsen
- 1982-2001 Bent Nyløkke Jørgensen
- 2001-2020 Peter Damgaard Jensen
- 2020- Jon Johnson